# Pfarrkirche Saxen

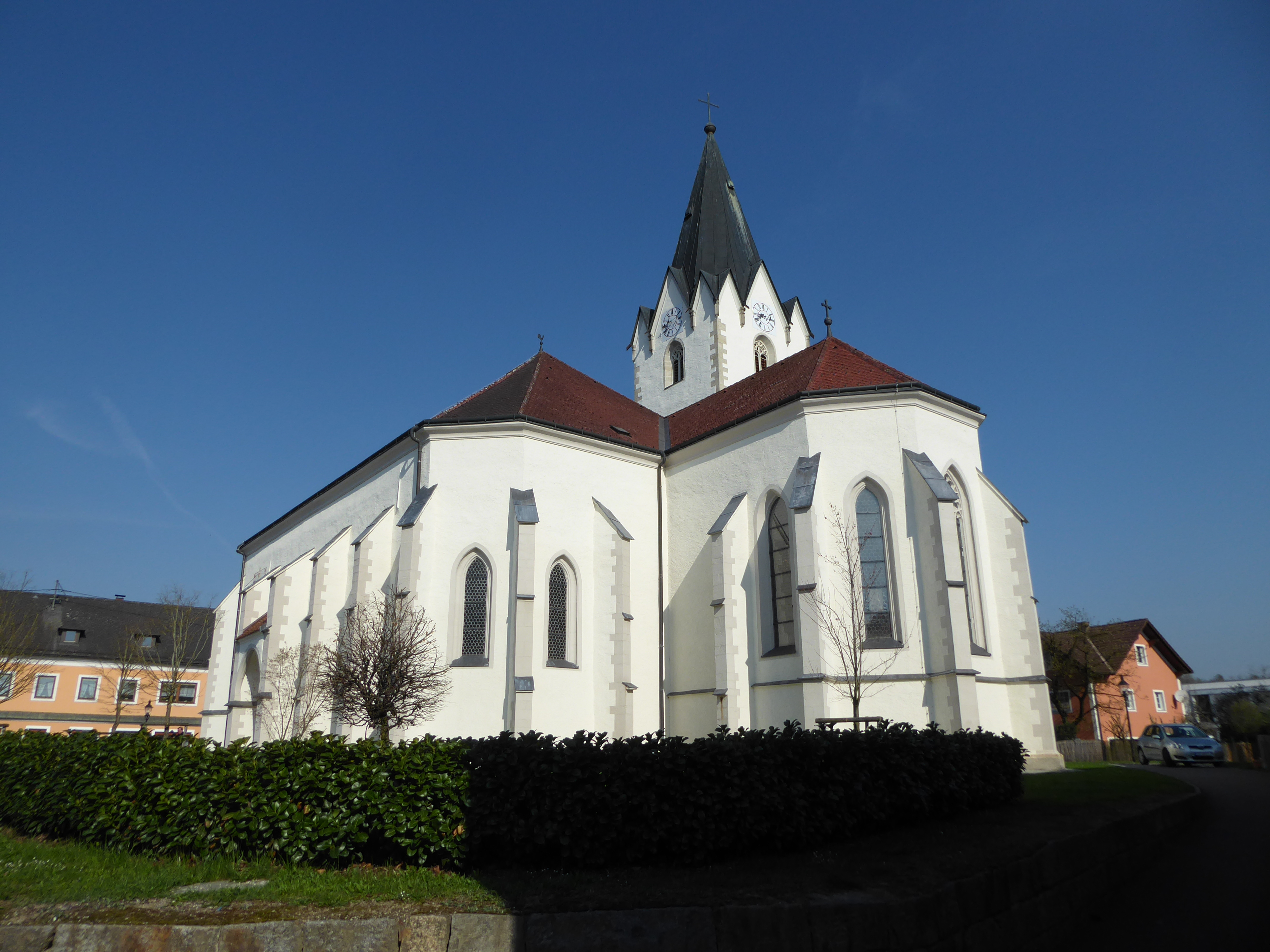
Li: Südschiff (= ehem. Grabkapelle ~1350), re: Nordschiff (= Chor ~1421)

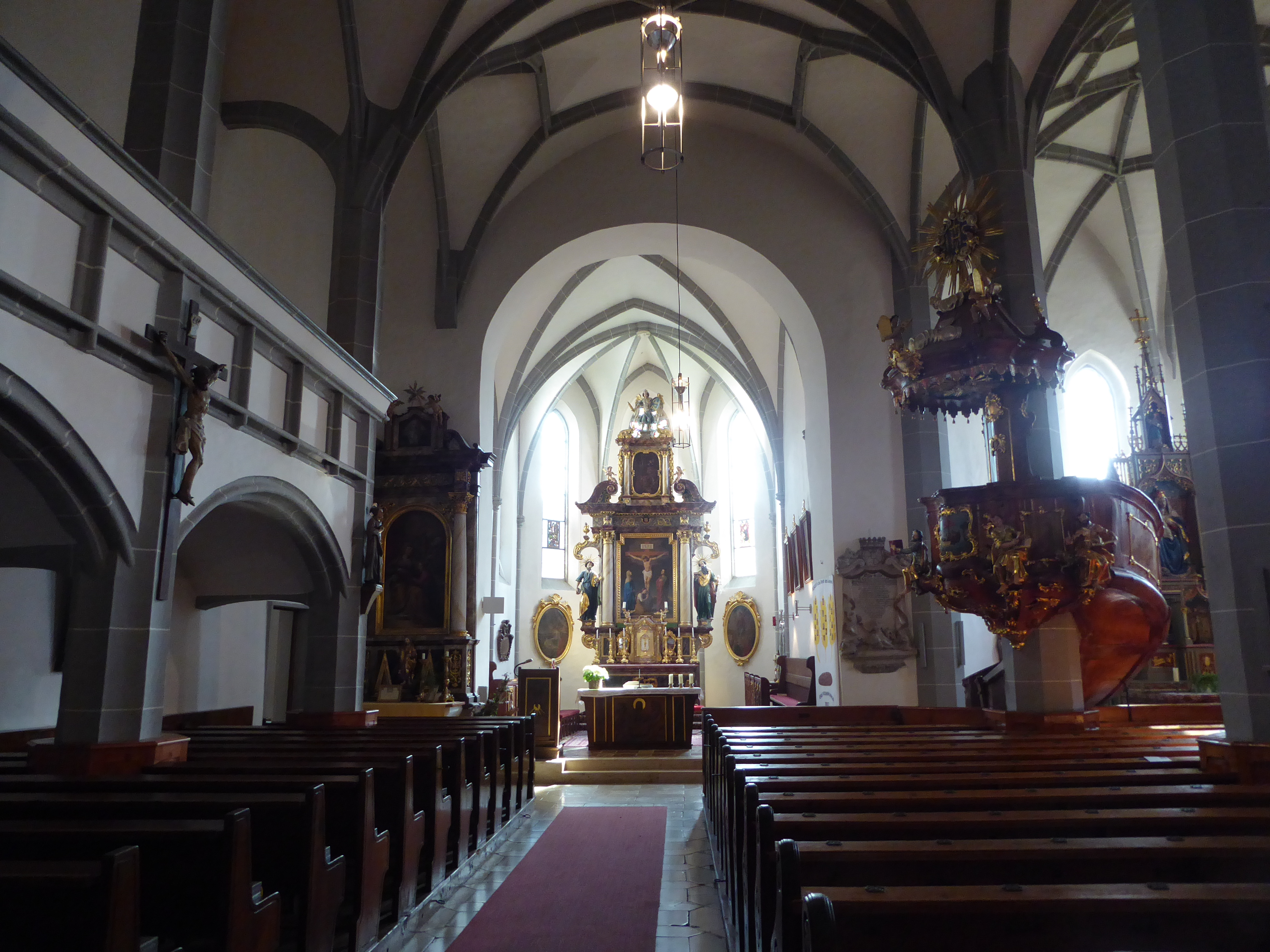
Das nach 1520 zusammengefügte dreischiffige Langhaus

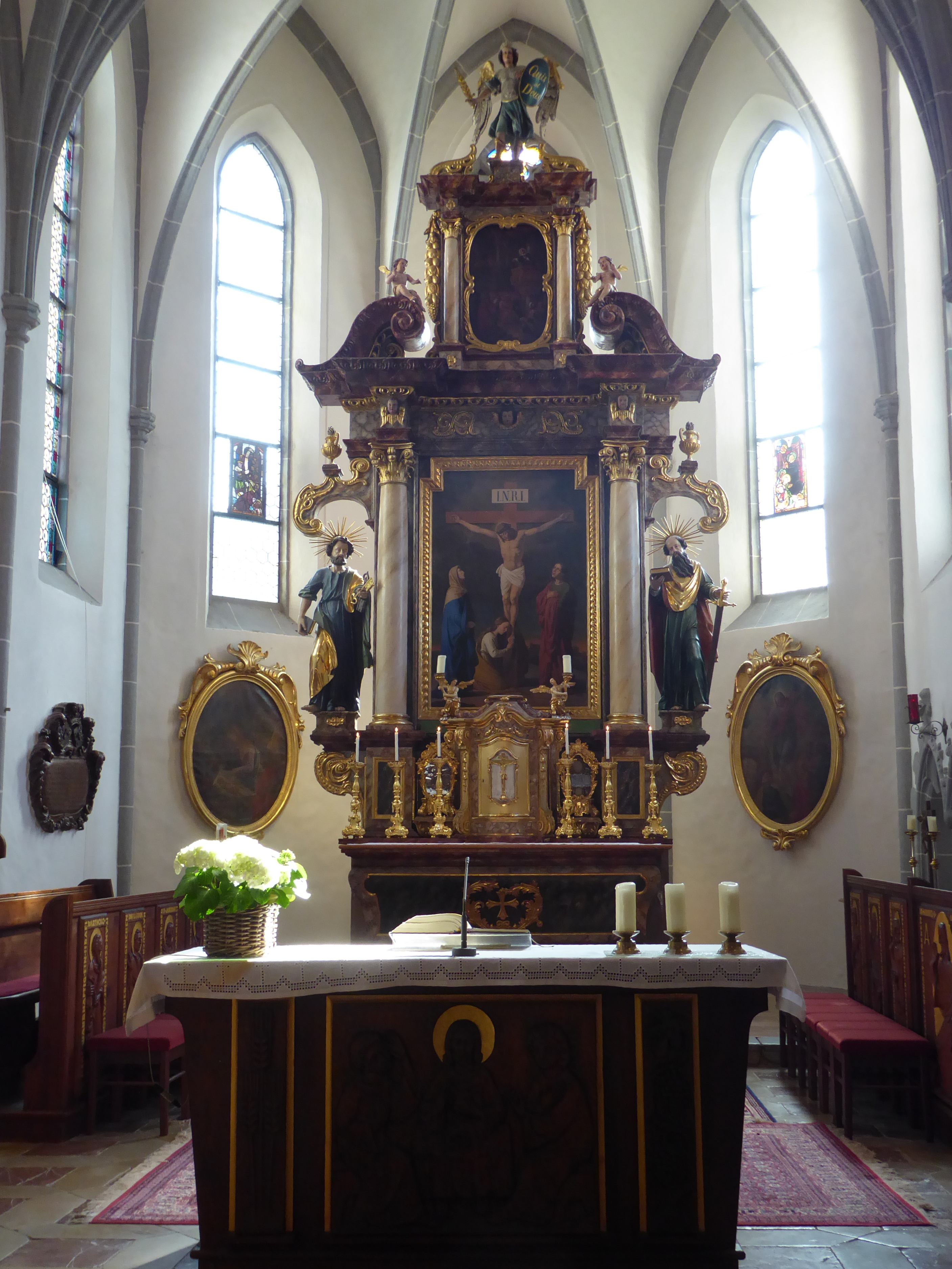
Hochaltar (1680)

Die  Pfarrkirche Saxen steht inmitten des Ortes in der Marktgemeinde Saxen im Bezirk Perg in Oberösterreich. Die dem Heiligen Stephanus geweihte römisch-katholische Pfarrkirche gehört zum Dekanat Grein in der Diözese Linz. Das Kirchengebäude steht unter Denkmalschutz (Listeneintrag).

## Geschichte

### Geschichte der Pfarre
In der 823 verfassten Urkunde Confirmatio Ludovici Pii überlässt Kaiser Ludwig der Fromme dem Passauer Bischof neben den Siedlungen in Ried und Naarn zwei Kirchen in Saxen (in Saxinum Basilicas duas). Bei der zweiten Kirche könnte es sich um die Kirche Hofkirchen bei Saxen oder um die Andreaskirche in Mitterkirchen oder die Taufkirche in der Burg Arbing handeln. Saxen war mit Naarn im Machlande und Ried in der Riedmark eine der drei Ur-Pfarren des unteren Mühlviertels. Das Gebiet dieser Hauptrodungspfarre umfasste das untere Machland und den Strudengau nördlich der Donau und damit im Wesentlichen den östlichen Teil des heutigen Bezirks Perg. Die Mutterpfarre Saxen reichte von der Donau bis zum heutigen Bezirk Freistadt und in West-Ost-Richtung vom Naarntal oder später dem Deimingerbach bis zum Yspertal im Waldviertel.
1147 kam die Pfarre gemeinsam mit Dimbach, Grein, Königswiesen, Kreuzen, Mitterkirchen, Münzbach, Pabneukirchen und St. Georgen am Walde an das Augustiner-Chorherrenstift Säbnich und damit wenige Jahre später an das Stift Waldhausen, dem die Pfarre Saxen 1399 inkorpiert wurde.
Im Jahr 1688 legte Pfarrer Ignaz Ritter ein Nachrichtenbuch über den Besitzstand der Pfarre und das Brauchtum und die Gepflogenheiten im Jahreslauf an, in dem der traditionelle Allerheiligenstriezel geschichtlich erstmals erwähnt wird.
Nach der Aufhebung des Stifts Waldhausen im Jahr 1786 ging das Vermögen an den Religionsfonds. Im 19. Jahrhundert wurde die Pfarre Saxen wieder selbständig.

### Geschichte der Pfarrkirche
Für das Jahr 823 darf eine Holzkirche angenommen werden. Das heutige Nordschiff enthält im Kern vermutlich romanische Mauerreste. Die ehemalige Grabkapelle aus der Mitte des 14. Jahrhunderts bildet den Ostteil des erst 200 Jahre später erbauten Südschiffes. Der Chor stammt aus dem ersten Viertel des 15. Jahrhunderts (angeblich 1421). Um 1520/1530 erfolgte unter Einbeziehung der alten Grabkapelle die Erweiterung zu einem zweischiffigen Langhaus. Gemäß dem Schlussstein mit dem Wappen der Perger von Clam, die es von 1524 bis 1550 führten, ist das Gewölbe nach 1524 entstanden, angeblich durch Baumeister Michael Hafner. Der Turm wurde Mitte des 15. Jahrhunderts errichtet.
Der mit einem Spitzhelm versehene Turm wurde 1855 erhöht. 1969 wurde eine Sakristei angebaut. 1952 erfolgte eine Innenrestaurierung, 1975 außen mit Langhaus und Chor, 1979 mit dem Turm.

## Architektur
Die bemerkenswerte dreischiffige fünfjochige asymmetrische spätgotische Hallenkirche hängt stilistisch mit den Pfarrkirchen St. Johann am Wimberg und Schönau sowie in Niederösterreich mit St. Valentin und Mank zusammen. Das Südschiff mit einem Dreiachtelschluss war eine ehemalige Grabkapelle. Das Mittelschiff ist mit leicht spitzbogigen Stichkappentonnen auf schlanken Achteckpfeilern überwölbt, unterlegt mit einer Netzrippenkonfiguration mit Kassetten und Rauten, welche zum Teil die Gewölbeformation missachten. Das Nordseitenschiff ist außer im östlichen Joch mit einer Empore gefüllt.
Das reich gestaltete Südportal bildet eine kielbogige Vorhalle. Neben dem einfachen nördlichen Portal befindet sich eine in Oberösterreich einzigartige, gotische Sandsteinskulptur. Der bärtige Kopf eines kauernden Mönches könnte den Bauherrn darstellen, der wahrscheinlich vom Stift Waldhausen kam.

## Ausstattung

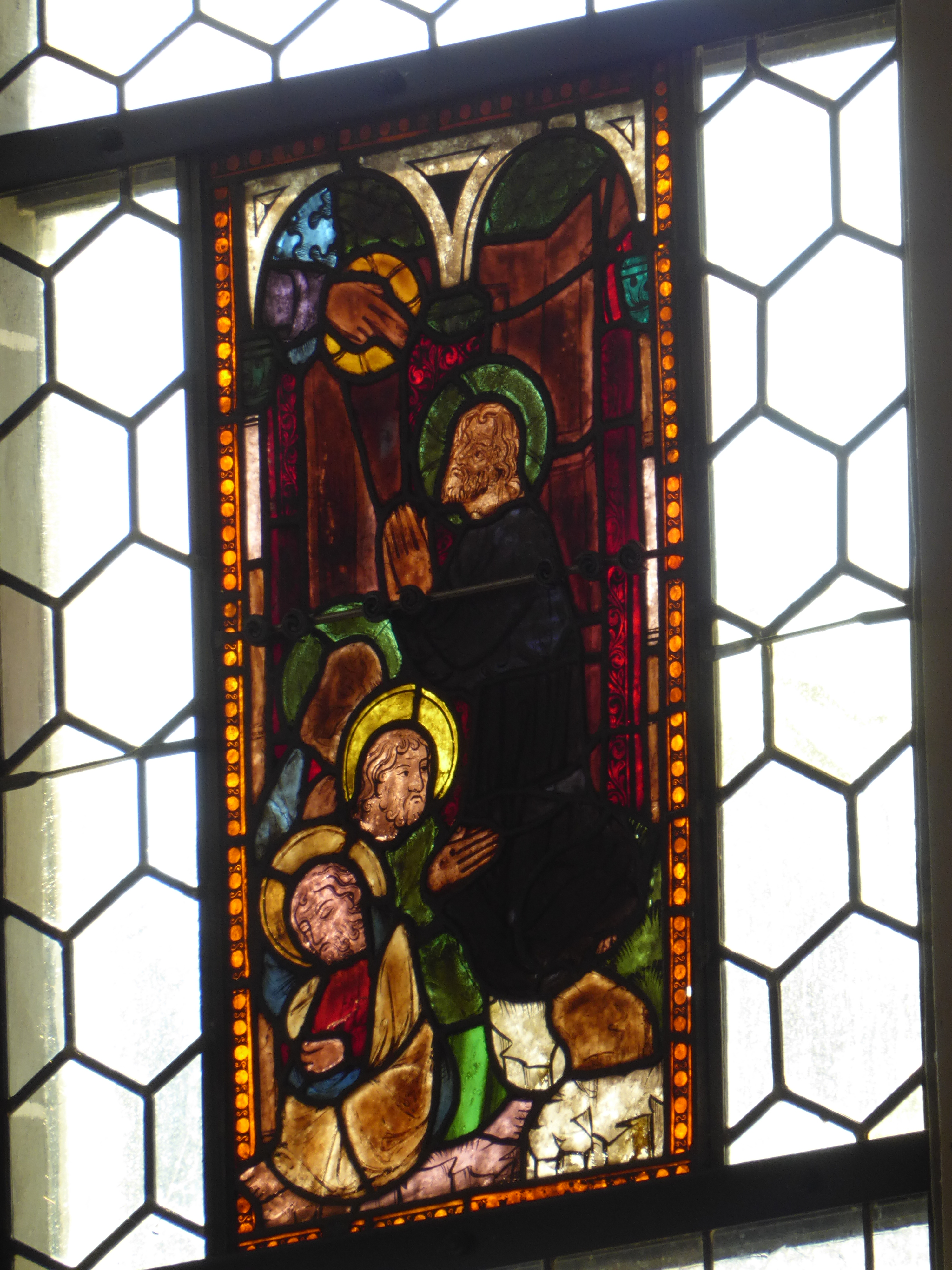
Christus am Ölberg

In den Chorfenstern sind zwei gotische Glasscheiben aus der Erbauungszeit des Chores im zweiten Viertel des 15. Jahrhunderts erhalten. Die beiden 70 mal 30 cm großen Glasgemälde stellen die „Enthauptung Johannes’ des Täufers“ und „Christus am Ölberg“ dar und haben große stilistische Verwandtschaft mit den sechs Glastafeln zu St. Martin im Mühlkreis sowie mit den sechs Tafeln in der Pfarrkirche Euratsfeld. Künstlerisch beeindruckend ist die Komposition der Enthauptung, die der Darstellung Szene und Bewegung gibt.
Der barocke Hochaltar aus 1680 ist ein Säulenretabel mit gesprengtem Volutengiebel und einen säulengerahmten Auszug. Das Hochaltarbild Martyrium des hl. Stephanus malte Clemens Beuttler (um 1680), die Rückseite mit Kreuzigung, signiert mit Maischberger 1857, ist das Wechselbild für die Fastenzeit. Das Auszugsbild Verteidigungsrede des hl. Stephanus ist von Clemens Beuttler. Die seitlichen Figuren zeigen Peter und Paul, die Bekrönung des Auszuges bildet die Figur hl. Michael.
Die enge Verbindung mit der Herrschaft Clam wird durch Objekte innerhalb der Kirche ersichtlich, die nach der 1784 verfügten Aufhebung der Kirche und Gruft der Herrschaft Clam  zu Hofkirchen hierher verfrachtet wurden. Darunter befindet sich der Grabstein von Johann Leopold Clam, dessen 23-zeilige Inschrift den Lebenslauf und die Verdienste des am 11. September 1727 in Linz verstorbenen Enkels des „ersten Clamers“ Johann Gottfried Perger würdigt.

### Orgel

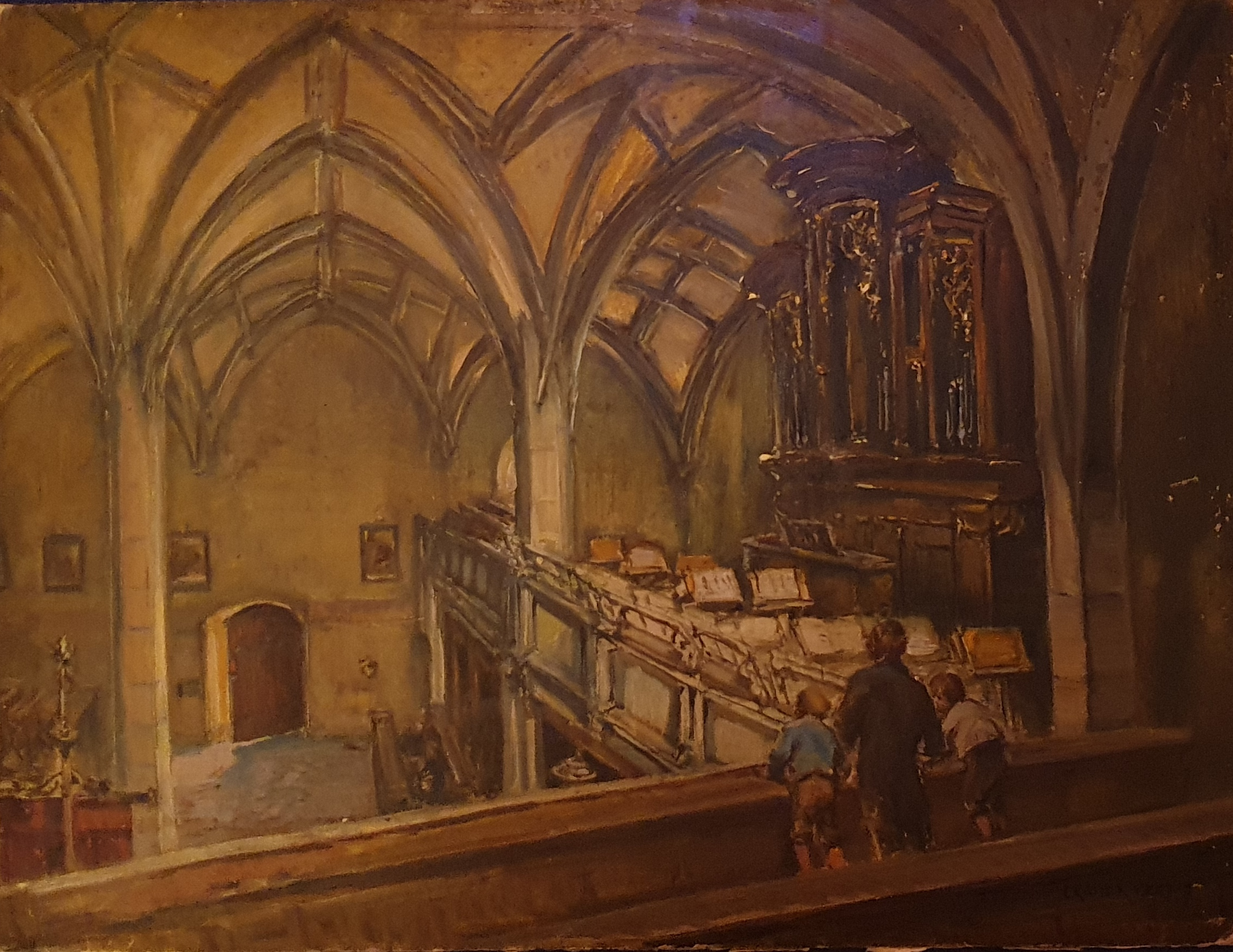
Carl Kaiser-Herbst: Orgel ohne Prospektpfeifen, um 1920

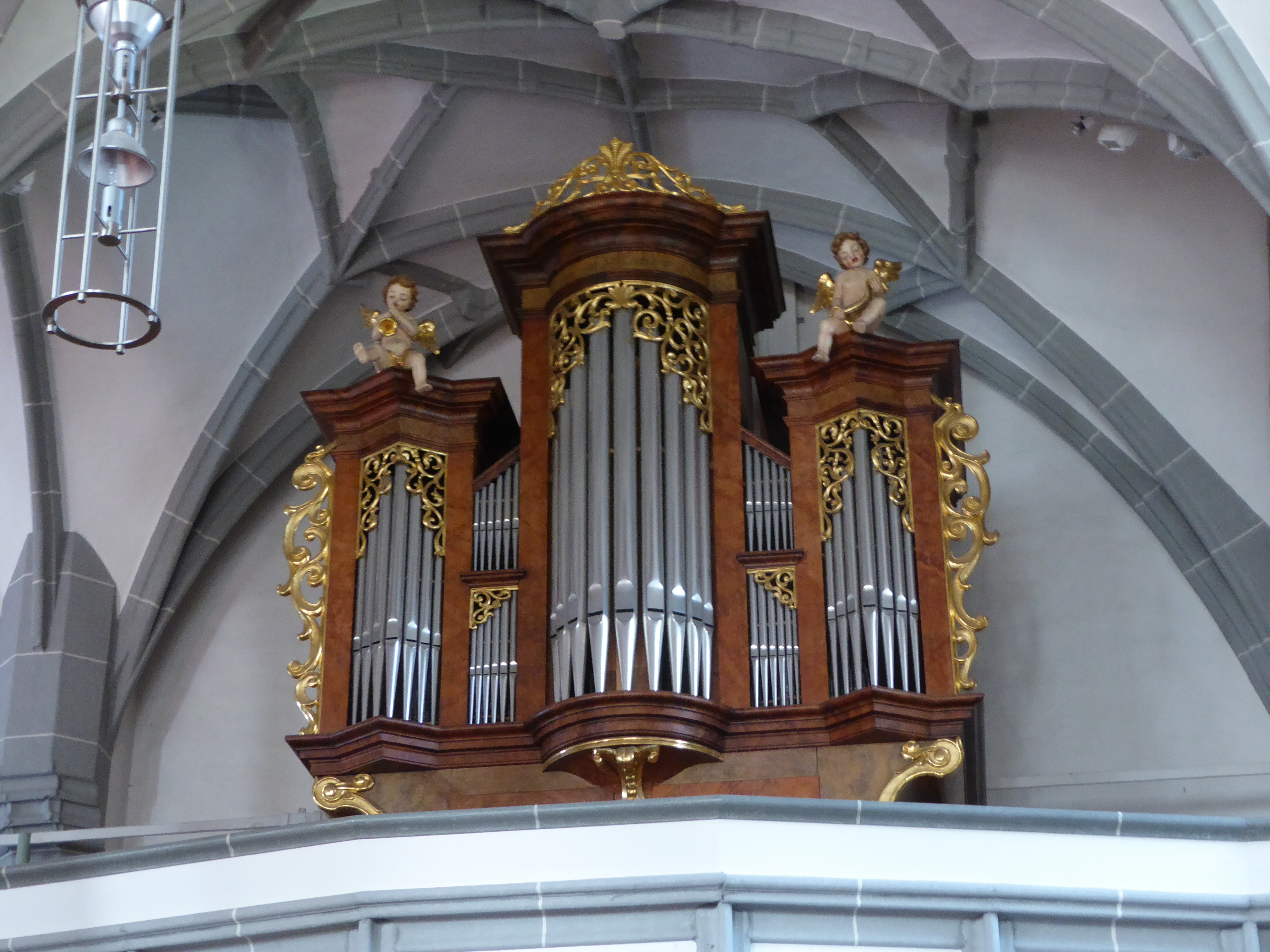
Mit neuen Prospektpfeifen

Die Orgel schuf der Ottensheimer Orgelbauer Josef Breinbauer im Jahr 1855. Das siebenfeldrige neobarocke Prospekt wird durch drei Türme gegliedert, die Seitentürme tragen musizierende Engelsfiguren. Im Kriegsjahr 1917 musste das Zinn-Prinzipal abgeliefert werden, die Pfeifen wurden eingeschmolzen und der Rüstungsindustrie zur Verfügung gestellt (siehe Darstellung durch Carl Kaiser-Herbst in der Zeit um 1920). Das ansonsten annähernd original erhaltene Instrument wurde 2003 von Helmut Kögler restauriert, wobei er unter anderem neue Zinnpfeifen einsetzte.
| Manual C–d3, Kurze Oktav |    |
| Principal                | 8' |
| Salicional               | 8' |
| Coppel                   | 8' |
| Octav                    | 4' |
| Spitzflöte               | 4' |
| Quint                    | 3' |
| Superoctav               | 2' |
| Mixtur IV                | 2' |

| Pedal C–a0 |     |
| Violonbaß  | 16' |
| Subbaß     | 16' |
| Oktavbaß   | 8'  |
| Violon     | 8'  |
| Bombardoni | 8'  |

Anmerkungen
1. ↑  12 Töne für 18 Tasten.

### Glocken
Im Kriegsjahr 1917 mussten drei der vier Glocken vom Turm genommen und für Kriegszwecke abgeliefert werden. Die größte dieser Glocken trug die Inschrift „Franz Ser. Hollederer in Linz 1849“, eine weitere den Text „Johann Hollederer goss mich in Linz 1839“. Im Jahr 1922 konnten dank einer in der Gemeinde durchgeführten Getreidesammlung zwei neue Ersatzglocken aus Bronze um 60.000.000 Österreichische Kronen beschafft werden, die am zweiten Adventsonntag unter großer Feierlichkeit geweiht wurden. Im Jahr 1941 mussten die neuen Glocken aber erneut vom Turm genommen werden, nur die 15./16. Jahrhundert gegossene kleine Glocke blieb wieder verschont.
Am Sonntag, 12. Juni 1949, fand die Glockenweihe von drei neuen und der alten umgegossenen Glocke statt:
- die große Glocke mit dem Bild des heiligen Stephanus wiegt 525 kg bei einem Durchmesser von 0,96 m.
- die Marienglocke mit dem Bild „Maria mit dem Kinde“ wiegt 312 kg, Durchmesser 0,81 m.
- die Glocke mit dem Bild des hl. Antonius von Padua und hl. Leonhard von Limoges wiegt 217 kg, Durchmesser 0,74 m.
- die kleinste Glocke wurde aus dem Metall der alten, schadhaften Glocke aus dem 15./16. Jahrhundert gegossen. Die Sterbeglocke mit dem Bild des hl. Josef von Nazaret und mit einem Gewicht von ca. 125 kg befindet sich seit 1965 im Friedhofsgebäude.

1958 wurde zusätzlich die größte Glocke des Geläuts bei der Oberösterreichischen Glocken- und Metallgießerei in St. Florian angeschafft. Die 1038 kg schwere „Bummerin“ mit einem Durchmesser von 124 cm wurde am 8. Dezember 1958 vom Platz vor dem Bahnhof in einem feierlichen Zug zur Kirche gebracht. Im Jahr 1963 wurde eine elektrische Läutanlage an 4 Glocken montiert.
Im Frühling 2012 wurde der Glockenstuhl durch die Firma Schauer-Sachs aus Salzburg total erneuert.